# Buire-Courcelles
Buire-Courcelles è un comune francese di 255 abitanti situato nel dipartimento della Somme nella regione dell'Alta Francia.

## Società

### Evoluzione demografica
Abitanti censiti